# Forrest McKenzie
Forrest David Walton McKenzie (nacido el 16 de febrero de 1963 en Camden, Nueva Jersey) es un exjugador de baloncesto estadounidense que jugó una temporada en la NBA, además de hacerlo en Israel, Francia y Portugal. Con 2,01 metros de estatura, lo hacía en la posición de alero.

## Trayectoria deportiva

### Universidad
Jugó durante cuatro temporadas con los Lions de la Universidad Loyola Marymount, en las que promedió 18,7 puntos, 6,6 rebotes y 1,5 asistencias por partido. Fue incluido en sus tres últimas temporadas en el mejor quinteto de la WCC. Figura entre los 10 mejores de todos los tiempos de los Lions en seis apartados estadísticos, entre ellos puntos y rebotes.

### Profesional
Fue elegido en la cuadragésimo octava posición del Draft de la NBA de 1986 por San Antonio Spurs, con los que disputó 6 partidos, en los que promedió 2,8 puntos y 1,2 rebotes.
A partir de ese momento su carrera se desarrolló por completo en Europa, jugando en la liga israelí, la liga portuguesa y sobre todo en la liga francesa, donde pasó 10 temporadas.

## Estadísticas de su carrera en la NBA

### Temporada regular
| Temporada | Edad | Equipo            | Liga | Pos. | P | TIT | MIN | TC  | TCA | %TC  | 3P  | 3PA | %3P  | 2P  | 2PA | %2P  | TL  | TLA | %TL   | R.OF. | R.DEF. | REB | ASIS | ROB | TAP | PER | FP  | PTS |
| 1986-87   | 23   | San Antonio Spurs | NBA  | SF   | 6 | 0   | 7.0 | 1.2 | 4.7 | .250 | 0.2 | 0.3 | .500 | 1.0 | 4.3 | .231 | 0.3 | 0.3 | 1.000 | 0.3   | 0.8    | 1.2 | 0.2  | 0.2 | 0.0 | 0.5 | 1.5 | 2.8 |
| Total     |      |                   | NBA  |      | 6 | 0   | 7.0 | 1.2 | 4.7 | .250 | 0.2 | 0.3 | .500 | 1.0 | 4.3 | .231 | 0.3 | 0.3 | 1.000 | 0.3   | 0.8    | 1.2 | 0.2  | 0.2 | 0.0 | 0.5 | 1.5 | 2.8 |